# Álex Díez
Alejandro Díez Salomón, meglio noto come Álex Díez (Cáceres, 17 febbraio 1996), è un calciatore spagnolo, difensore del Botoșani.

## Caratteristiche tecniche
È un terzino destro.

## Carriera
Cresciuto nel settore giovanile di Atlético Madrid e Leganés, ha esordito fra i professionisti il 30 agosto 2015 disputando con il Cacereño l'incontro di Segunda División B vinto 1-0 contro il Pontevedra